# Badchan
Ein Badchan (jiddisch Badchn, von aramäisch בדח, „erheitern“, Pl. Badchonim), vergleichbar einem Bänkelsänger, war ein Unterhaltungsmusiker im jüdischen Umfeld.
Im aschkenasischen Judentum hat er sich, vor allem noch in Polen und der Ukraine, bis in die Zeit unmittelbar vor dem Holocaust erhalten. Er war Gelegenheitsdichter und Improvisator, der häufig auch die Melodien zu seinen Liedern verfasste.
Sein vornehmstes Betätigungsfeld war die jüdische Hochzeit, bei der er seine Lieder vortrug und gleichzeitig als eine Art Conférencier und Zeremonienmeister agierte (in dieser Funktion Marschalik genannt).
Bekannte Badchonim waren Berl Broder, Welwel Zbarzer oder Eliakum Zunser.